# Pie (moluscos)

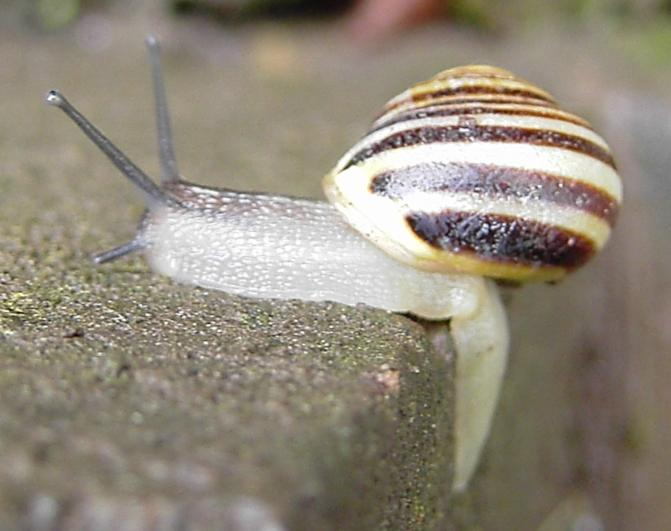
Cepaea hortensis reptando sobre un escalón.

El pie es un órgano característico en los moluscos, cuya plasticidad evolutiva le ha permitido adaptarse a las diferentes necesidades de las especies que los poseen. Además de estar dotado de una musculatura compleja y potente tiene un par de estatocistos que actúan como sensores de equilibrio. El pie de los gasterópodos segrega un moco lubrificante que facilita el movimiento. En especies con una única concha dorsal el pie funciona como una ventosa, adhiriendo al animal a una superficie, mientras los músculos verticales mantienen la concha sobre el cuerpo; en otros tipos de moluscos estos músculos verticales retraen el pie y otras partes blandas expuestas al interior de la concha. En los bivalvos, el pie está adaptado a excavar en el sedimento. En los cefalópodos (= Siphonopoda) funciona como propulsor, convertido en un sifón que se escuentra muy bien inervado por el cerebroideo del animal. Y forma el pie nadador de algunos gasterópodos pelágicos.